# Cryptobranchia
Cryptobranchia är en överfamilj av snäckor. Cryptobranchia ingår i ordningen nakensnäckor, klassen snäckor, fylumet blötdjur och riket djur. Enligt Catalogue of Life omfattar överfamiljen Cryptobranchia 2 arter.
Kladogram enligt Catalogue of Life:
| Cryptobranchia | \| \| Halgerdidae \| \| \| \| \| \| Hexabranchidae \| \| \| \| |
|                | \| \| Halgerdidae \| \| \| \| \| \| Hexabranchidae \| \| \| \| |
|                | Halgerdidae                                                    |
|                |                                                                |
|                | Hexabranchidae                                                 |
|                |                                                                |